# 조갑제닷컴
조갑제닷컴은 대한민국의 언론인이자 경영인인 조갑제가 운영하는 언론사이다. 조갑제는 조갑제닷컴을 통해 언론지등에 기고했던 자신의 의견을 정리하여 대중에게 공개하고 있다. 본인의 글 외에도 이념을 함께 하는 다른 인사들의 글도 함께 싣고 있다.

## 구성
기자 조갑제
학력, 경력, 저서, 자신이 주로 관여한 과거 기사, 수상내역 등의 개인정보가 수록되어 있다.
최신정보파일
본인의 기고문 또는 이념을 같이하는 다른 저작물 등을 싣고 있다.
Natizen 칼럼
보수 우파 논객들의 칼럼 기고문을 싣고 있다.
국민교재
'젊은이들을 설득하거나, 이념적 적대자들과 싸우거나, 정권의 속셈을 알고자 할 때'라는 목적으로 마련한 코너.

## 논란
친일인명사전
친일인명사전 편찬당시 친북파가 더 문제이므로 친일청산은 할 필요가 없다는 논지의 글을 써서 사회적으로 논란이 된 적 있다.
- 경향신문 기사[깨진 링크(과거 내용 찾기)]